# جوزيف ماغواير
جوزيف ماغواير (بالإنجليزية: Joseph Maguire)‏ هو ضابط أمريكي، ولد في 1952 في بروكلين في الولايات المتحدة.